# Royaume d'al-Abwab
XIIIe siècle – XVe ou XVIe siècle
Entités précédentes :
- Alodie

Entités suivantes :
- Sultanat Funj

Le royaume d'al-Abwab est une monarchie médiévale nubienne située dans l'actuel centre du Soudan. Initialement province la plus septentrionale d'Alodie, le royaume d'al-Abwab devient indépendant à partir de 1276. Il apparait alors régulièrement dans les sources arabes dans un contexte de guerre entre ses voisins au nord, la Makurie et le sultanat mamelouk égyptien, avec lequel il s'allie généralement. Le royaume d'al-Abwab est mentionné pour la dernière fois en 1367, mais des poteries trouvées dans la région indiquent que le royaume aurait persisté jusqu'au XVe, voire peut-être XVIe siècle. Lors du règne du premier sultan de Funj, Amara Dunqas (règne de 1504 à 1533/4), la région fait partie intégrante du sultanat Funj.

## Localisation
La localisation d'al-Abwab n'est pas connue avec certitude. Le diplomate al-Aswani écrit au Xe siècle que la rivière Atbara se trouve en al-Abwab, ce qui implique que sa frontière septentrionale se trouve plus au nord, au niveau de la grande courbure du Nil. En 1317, al-Abwab est localisé aux alentours de la confluence entre l'Atbara et le Nil, alors qu'en 1289 il est noté qu'il faut trois jours de voyage depuis l'île Mograt, suggérant que sa frontière nord serait en effet relativement proche d'Abu Hamad,.
Au début du XXe siècle, les Soudanais utilisent le terme al-Abwab pour désigner une région à proximité de Méroé. L'archéologue britannique David Edwards écrit que la culture matérielle de la vallée du Nil entre Abu Hamad, où le Nil se courbe vers l'ouest, et l'Atbara, est affiliée avec la Makurie plutôt qu'avec l'Alodie.

## Histoire

### Origines
Peu d'éléments sont connus sur l'histoire d'al-Abwab. Avant de devenir indépendante, la région est la province la plus au nord d'Alodie, gouvernée par un notable nommé par son roi. Des fouilles archéologiques menées à Soba, la capitale d'Alodie, évoquent un déclin de la ville, et donc possiblement de l'ensemble du royaume, à partir du XIIe siècle. Le contexte de la sécession d'al-Abwab n'est pas connu, mais la région constitue un royaume indépendant dès 1276, contrôlant, d'après l'historien égyptien du XIVe siècle al-Mufaddal (en), de vastes territoires.

### Règne d'Adur
Le royaume est mentionné dans le cadre de la guerre opposant la Makurie au sultanat mamelouk du Caire : David de Makurie attaque le port d'Aydhab et Assouan, déclenchant les représailles du sultan mamelouk Baybars. En mars 1276, les troupes mamelouks atteignent Dongola, où elles battent David lors d'une bataille. Ce dernier fuit au royaume d'al-Abward au sud, mais son roi, Adur, le capture et le livre aux musulmans, après l'avoir défait lors d'une nouvelle bataille d'après l'historien égyptien Al-Nowaïri. Pour al-Muffadal, Adur livre le roi de Makurie par peur du sultan mamelouk. À l'issue de cette guerre, un roi fantoche à la solde des mamelouks est installé à Dongola, surveillé par un Assassin venant d'al-Abwab.
Adur est à nouveau mentionné en 1286 : il envoie un ambassadeur au sultan mamelouk à qui il offre non seulement un éléphant et une girafe, mais lui prête également allégeance. L'ambassadeur se plaint par ailleurs de l'hostilité du roi fantoche mamelouk de Dongola. Les mamelouks envoient un ambassadeur en retour au début de l'année suivante. En 1290, Adur mène une campagne contre un roi de Makurie nommé Any, qui aurait fui le pays en 1289. L'identité d'Any est cependant sujette à caution : en 1289, les rois de Dongola sont Shemamun et Budemma. Il est ainsi possible qu'il ne s'agisse que d'un chef mineur. Adur aurait également mené campagne contre un roi non nommé qui aurait envahi le « pays d'Anaj », possiblement l'Alodie. Il annonce qu'une fois ses campagnes couronnées de succès, l'ensemble du Bilad al-Sudan se trouvera sous l'autorité du sultan mamelouk. En 1292 enfin, Adur est accusé par le roi de Makurie de dévaster son pays.

### Interaction avec les mamelouks
En 1316, les mamelouks envahissent à nouveau la Makurie, avec pour objectif de destituer le désobéissant roi Karanbas et le remplacer par un monarque musulman, Barshambu. Karanbas fuit en al-Abwab, mais comme quarante ans auparavant, le roi de Makurie est capturé et livré aux mamelouks. Un an plus tard, al-Abwab est en contact direct avec les mamelouks : une de leurs armées poursuivant des brigands bédouins à travers le Soudan central les suit jusqu'à la cité portuaire de Suakin sur la mer Rouge, puis vers l'ouest en direction de l'Atbara dont ils remontent le cours jusqu'à atteindre Kassala. Échouant à prendre les nomades, les mamelouks redescendent le cours de la rivière jusqu'à atteindre le royaume d'al-Abwab. Al-Nowaïri affirme que le roi d'al-Abwab, effrayé par l'armée mamelouk, leur offre des provisions, ce qui ne l'empêche pas de piller la région avant de reprendre sa marche vers Dongola.
Aux XIVe et XVe siècles, les tribus bédouines envahissent la grande majorité du Soudan. En 1367, il est mentionné que le sultan mamelouk correspond avec un certain cheikh Junayd de la tribu arabe des Jawabira, une branche des Banu Ikrima, arrivé en Nubie alors qu'il accompagne les invasions mamelouks. L'historien égyptien al-Qalqashandi précise qu'il aurait résidé en al-Abwab en compagnie d'un autre chez tribal arabe nommé Sharif.

### Déclin
Al-Abwab n'est plus mentionnée dans les sources après le XIVe siècle. Cependant, des preuves archéologiques retrouvées dans la région suggèrent qu'al-Abwab persiste jusqu'à l'avènement du sultanat Funj, de la poterie chrétienne ayant été trouvée avec de la poterie funj. Il a ainsi été suggéré que le royaume continue à prospérer « certainement » jusqu'au XVe, voire XVIe siècle. Sous le règne du premier sultan Funj, Amara Dunqas (règne de 1504 à 1533/4), la vallée soudanaise du Nil jusqu'à Dongola est entièrement sous le contrôle du sultanat.

## Religion
L'historien égyptien al-Qalqashandi écrit en 1412 que le roi d'al-Abwab possède une titulature similaire au roi d'Arménie, sous-entendant qu'al-Abwab est un royaume chrétien. Des poteries chrétiennes continuent par ailleurs à être produites dans la région jusqu'à l'avènement du sultanat Funj.
Le roi Adur quant à lui est probablement musulman, et l'assassin venant d'al-Abwab ayant reçu l'ordre du sultan Baybars de surveiller le roi fantoche de Makurie est musulman ismaélien. Les tribus bédouines qui envahissent par la suite la Nubie aux XIVe et XVe siècles sont elles aussi musulmanes, du moins nominalement. Elles participent ainsi à l'islamisation de la région en s'unissant à des nubiens. D'après les traditions soudanaises, un enseignant soufi s'établit dans la région au XVe siècle, soit à Berber en 1445, soit près d'al-Mahmiya, au nord de Méroé, à la fin du XVe siècle.